# Địa điểm trong Harry Potter
Dưới đây là những địa điểm thường gặp trong Harry Potter.

## Trường học

### Viện hàn lâm Pháp thuật Beauxbatons
Học viện Pháp thuật Beauxbatons hay còn gọi là Viện hàn lâm Pháp thuật Beauxbatons (Tiếng Pháp: Académie de Magie Beauxbâtons) là ngôi trường pháp thuật hư cấu trong bộ truyện Harry Potter của nữ nhà văn người Anh J. K. Rowling. Ngôi trường này được giới thiệu lần đầu tiên trong Harry Potter và Chiếc cốc lửa. Nữ hiệu trưởng trường là bà Olympe Maxime. Đây là một trong ba trường phù thủy nổi tiếng ở châu Âu, hai trường còn lại là Trường Phù thủy và Pháp sư Hogwarts ở Anh và Viện Pháp thuật học Durmstrang ở Bulgaria. Ngôi trường thành lập vào khoảng thế kỉ 14, cách đây khoảng 700 năm. Theo lời kể của giáo sư Rubeus Hagrid, ngôi trường có thể tọa lạc ở miền Nam nước Pháp ấm áp, gần vùng Marseille (ở khu vực nào đó gần bờ biển Địa Trung Hải), xa hơn về phía Nam so với vùng Dijon. Điều này cũng giải thích lí do vì sao những học sinh của trường khi đến Hogwarts lại cảm thấy lạnh. Ngôi trường là một toà nhà tráng lệ, sáng sủa và đẹp đẽ nên thường được gọi là "cung điện" hơn là lâu đài, giống như Hogwarts. Bên ngoài có trồng một vườn hoa hồng. Không chỉ là vẻ bề ngoài, trong suốt mùa Giáng sinh, dọc theo hai bên trong những sảnh đường là những bức tượng bằng băng đẹp như kim cương.
Bà Olympe Maxime là 1 người phụ nữ rất cao lớn, để lí giải cho điều này, người ta phỏng đoán bà là người lai khổng lồ (giống như Bác Hagrid - giáo viên môn Chăm sóc Sinh vật Huyền bí của Hogwarts) nhưng Maxime chưa bao giờ thừa nhận cũng như nhắc đến gốc gác của mình. Trong những đoạn phim cũng có thể cho thấy rằng bà là một người không được giỏi tiếng Anh cho lắm khi gọi giáo sư Dumbledore là "Dumbly-dor". Bà là 1 phụ nữ thanh lịch và duyên dáng, bà sở hữu 1 khuôn mặt khả ái, làn da màu ô liu, mái tóc đen thường được búi cao và đôi mắt to, đen huyền, long lanh nước. Maxime trong tiếng Pháp nghĩa là "người đứng đầu" có ý ám chỉ bà là người lãnh đạo Viện hàn lâm Beauxbatons. Trong tiếng la tinh Maxime có nghĩa là "lớn nhất, bự nhất" và nó cũng có nghĩa là "người lãnh đạo". Trong phim, diễn viên Francis de la Tour thủ vai Olympe Maxime.
Khẩu hiệu của trường là: "Une belle rose c'est une rose avec ses épines" (Hoa hồng đẹp là hoa hồng có gai). Đồng phục nữ của trường là áo dài bằng tơ mỏng, nhẹ màu huyết dụ (trong sách), màu xanh dương (trong phim) và áo choàng lông. Mỗi người còn đội một chiếc nón vành hất về phía sau. Tuy trong phim, trường Beauxbatons là một trường nữ sinh nhưng điều này không giống trong sách, vì những học sinh nam của trường Beauxbatons vẫn được đề cập đến. Cô Parvati Patil, một học sinh của nhà Gryffindor đã làm bạn nhảy với một học sinh của trường Beauxbatons. Loại thức ăn được đề cập đến và cũng là đặc trưng cho trường Beauxbatons là món bouillabaisse: một món súp hải sản của vùng Marseille bao gồm cá, sò, tôm, cua, ốc hầm chung với cà chua, nhụy hoa nghệ tây và gia vị. Những học sinh cũng như giáo viên của trường sẽ đi trên một cỗ xe ngựa xanh lơ có những bánh xe khổng lồ và bậc thang vàng, do những con thần mã mắt đỏ, to lớn có cánh kéo đi. Cỗ xe trông đồ sộ và đẹp đẽ như một ngôi nhà di động lớn.

### Học viện Durmstrang
Học viện Durmstrang là một trong những học viện hư cấu trong bộ truyện Harry Potter, là học viện pháp thuật lớn và lâu đời nhất tại châu Âu. Ngôi trường này được so sánh ngang hàng với trường Hogwarts ở Anh và Beauxbatons ở Pháp. Đây cũng là ngôi trường được đề cử trong kì thi Tam Pháp thuật. Người được chỉ định làm quán quân là Viktor Krum. Đồng phục của trường là bộ đồ đỏ, một áo choàng bằng lông thú. Trường được khởi lập vào những năm đầu của thế kỉ 14, với sự dẫn dắt của giáo sư Anton Knyazyev - được biết đến như một pháp sư vĩ đại nhất của thế giới về thuật tâm linh. Ngôn ngữ chính tại trường bao gồm tiếng Bulgaria, tiếng Nga, và gần đây, với sự hội nhập của nhiều học sinh đến từ khắp nơi tại châu Âu, những ngôn ngữ thông dụng như tiếng Anh và tiếng Pháp đều được sử dụng. Các giáo sư tại trường luôn khuyến khích các học sinh sử dụng các kĩ năng nói trôi chảy ở mọi thứ tiếng. Trường tọa lạc tại bán đảo Scandinavia, tại Na Uy hoặc Thụy Điển, truyện có chi tiết là Viktor Krum không mặc áo mà đứng trên tàu ở giữa mùa đông chứng tỏ Học viện Durmstrang ở một nơi rất lạnh.
Tương tự như Hogwarts, Durmstrang chia ra làm 4 nhà cho học sinh.

### Hogwarts
Bối cảnh chính của loạt truyện và phim Harry Potter, nơi mà nhân vật chính Harry James Potter theo học.

### Học viện Ma thuật và Pháp thuật Ilvermorny
Được thành lập bởi Isolt Sayre và chồng cô là James Steward. Ilvermorny gồm bốn nhà Thunderbird, Wampus, Horned Serpent và Pukwudgie.

## Làng Hogsmeade
Làng Hogsmeade (Hogsmeade) là một ngôi làng hư cấu trong bộ truyện Harry Potter của nữ nhà văn J. K. Rowling. Hogsmeade được biết đến là nơi duy nhất ở Vương quốc Anh có cư dân hoàn toàn là các phù thủy và pháp sư, nằm ở phía nam của Trường Phù thủy và Pháp sư Hogwarts. Học sinh từ năm thứ 3 trở lên của trường Hogwarts sẽ được thăm làng suốt cả năm học, với đơn cho phép có chữ kí của phụ huynh hoặc người giám hộ. 

### Quán Ba Cây Chổi
Quán Ba Cây Chổi (The Three Broomsticks) là một trong những quán rượu của làng Hogsmeade. Quán nổi tiếng với món bia bơ (Butterbeer) và bà chủ xinh đẹp Bà Rosemerta, người sống luôn trong quán. Ba Cây Chổi là quán rượu được yêu thích của học sinh và người làm việc ở Hogwarts.

### Tiệm Giỡn Zonko
Tiệm Giỡn Zonko (Zonko's Joke Shop) có những trò cười và mánh lới đã được giấc mơ hoang dã nhất của Fred và George Weasley hoàn thành. Nó đã đóng cửa ở phần 6 của bộ truyện, và Fred và George đã lên kế hoạch mua lại nó, nhưng phải quyết định lại bởi vì học sinh Hogwarts đã bị hạn chế thăm làng Hogsmeade dưới sự tăng cường an ninh sau khi Voldemort hồi sinh.

### Ga Hogsmeade
Ga Hogsmeade (Hogsmeade Station) là trạm dừng cuối cùng để đến Hogwarts, tàu Tốc hành Hogwarts dừng ở đây sau khi khởi hành từ nhà ga Ngã tư Vua (King's Cross). Cảnh nhà ga Hogsmeade trong phim được quay tại nhà ga Goathland ở North Yorkshire Moors Railway (xây dựng vào năm 1865 để phục vụ cho nhu cầu của những làng vùng Goathland và thực tế không có sự thay đổi nào khác). Theo sự minh họa của bà Rowling, ga Hogsmeade thật ra không ở làng Hogsmeade mà ở phía bên kia bờ hồ Đen (đối diện).

### Quán Đầu Heo
Quán Đầu Heo (The Hog's Head) là một quán rượu khác, nơi hiện diện của nhiều vị khách kì lạ hơn quán Ba Cây Chổi, có vị khách còn giấu mặt. Trên tấm bảng hiệu trước cổng treo một cái đầu heo bị cắt rời và đang rỉ máu vào tấm khăn trắng quanh nó. Quán rượu này được miêu tả rất bẩn thỉu, với cái sàn được bao phủ bởi lớp bụi dày, cửa sổ thì bám rất nhiều bụi bẩn khiến cho nó không thể lấy được chút ánh sáng từ bên ngoài. Tầng trệt chỉ là một căn phòng, nhưng những tầng trên thì có nhiều phòng hơn. Harry đã chú ý rằng căn phòng này nồng nặc mùi dê, và có rất nhiều khách che mặt. Người phục vụ trong quán rượu là người em trai của cụ Albus Dumbledore, Aberforth Dumbledore. Mặc dù cho sự tiều tụy nổi danh của nó, quán Đầu Heo đã làm chứng cho nhiều sự kiện quan trọng. Nơi đây, giáo sư Sybill Trelawney đã tiên đoán về mối liên hệ giữa Voldermort và Harry, trong lúc cụ Dumbledore phỏng vấn bà cho vị trí giáo viên môn Tiên tri. Đây cũng là nơi mà Rubeus Hagrid đã thắng một quả trứng rồng trong một vụ cá cược từ người đầy tớ của Voldemort cải trang (Quirinus Quirrell). Vài năm sau đó, nơi họp mặt đầu tiên của Đội quân của Dumbledore được tổ chức ở đây. Quán này cũng là tổng hành dinh của cuộc nổi loạn yêu tinh vào năm 1612.

### Dervish và Banges
Dervish và Banges là cửa hàng bán và sửa chữa thiết bị pháp thuật, nó nằm cuối Đường Cao (High Street).

### Tiệm Viết lông ngỗng Scrivenshaft
Tiệm Viết lông ngỗng Scrivenshaft (Scrivenshaft's Quill Shop) là một cửa hàng văn phòng phẩm nằm trên Đường Cao (High Street). 

### Tiệm Giẻ Vui
Tiệm Giẻ Vui (Gladrags Wizardwear) bán quần áo. Tiệm có những chi nhánh ở Luân Đôn và Paris. Giẻ Vui có đủ các loại hàng hóa mưu mô, và đặc biệt có những đôi vớ kì lạ, không bình thường.

### Quán Bà Puddifoot
Quán Bà Puddifoot (Madam Puddifoot's) nằm ở một con đường nhỏ từ nhánh của con Đường Cao. Quán trà nhỏ này là địa điểm yêu thích của những đôi Hogwarts đến đây trong các cuộc hẹn hò. Vào ngày Valentine, bà Puddifoot đã thuê những thiên sứ màu vàng biết bay để thả những hoa giấy màu hồng vào các cặp trai gái.

### Tiệm Công tước Mật
Tiệm Công tước Mật (Honeydukes Sweetshop) là một trong những tiệm kẹo pháp thuật nổi tiếng trên thế giới. Nó bán đủ loại kẹo với mọi hình dạng, bao gồm Chocolate Ếch Nhái, Que Cam Thảo, kẹo Đủ Vị Bertie Bott's, Ong Xì Xèo, Kẹo Thổi Tuyệt Nhất của Drooble, kẹo Bạc Hà, Chuột Đá, Kẹo dẻo Slug, Kẹo Acid và Bút Lông Ngỗng Bọc Đường, v.v. Đây còn là nơi nổi tiếng bởi nhiều loại kẹo mềm đặc biệt. Đồng thời, họ còn bán Kẹo Nougat Bọc Kem, Dừa Đá Màu Hồng có thể phát sáng, Kẹo Bơ Cứng Nhân Mật Ong đủ màu sắc, và hàng trăm loại chocolate khác nhau. Người chủ cửa hàng Ambrosius Flume và vợ sống ở tầng trên cửa hàng. Có một cái cửa sập ở tầng hầm của tiệm nối với lối đi bí mật. Lối đi này dẫn đến bức tượng Phù Thủy Một Mắt ở tầng 3 trường Hogwarts. Harry Potter đã dùng lối đi này một cách bất hợp pháp để vào Hogsmeade (trong tập 3 Harry Potter và Tên tù nhân ngục Azkaban).

### Bưu điện cú
Bưu điện này có ít nhất từ hai đến ba trăm con cú đảm nhận việc đưa thư, được sắp xếp thành hàng từ loại Great Grey Owl cho đến Tiny Scop trên những kệ có mã màu. Màu sắc của từng kệ dựa trên mức độ di chuyển nhanh chậm của chúng đến nơi giao thư.

### Lều Hét
Đây được coi là ngôi nhà ma quái nhất ở nước Anh, thậm chí đến những con ma của trường Hogwarts cũng tránh xa nó. Khi James Potter và những người bạn học tại trường, Remus Lupin đã dùng ngôi nhà này làm nơi trú ngụ vào những đêm biến hình thành người sói để tránh xa bạn bè. Ngôi nhà này cũng là nơi gặp gỡ bất ngờ giữa Sirius Black, Peter Pettigrew, Severus Snape, Remus Lupin, Harry Potter, Ron Weasley và Hermione Granger trong tập truyện Harry Potter và Tên tù nhân ngục Azkaban. Một lối đi duy nhất để vào là con đường ngầm dưới cây Liễu Roi (Whomping Willow) ở ngoài sân trường Hogwarts.

## Hẻm Xéo
Hẻm Xéo là một trung tâm kinh tế - thương mại lớn của thế giới phù thủy. Nó ẩn với Muggle (những người bình thường không có khả năng thực hiện phép thuật). Tuy nhiên, Muggle vẫn được phép vào Hẻm Xéo khi họ cần theo hộ tống con họ - những đứa trẻ phù thủy gốc Muggle đang theo học tại Hogwarts.
Khi một phù thủy hay pháp sư cần mua sắm bất cứ thứ gì, họ có thể tìm thấy chúng ở Hẻm Xéo. Để vào được Hẻm Xéo, họ phải đi ngang qua quán Cái Vạc Lủng, đến một bức tường phía sau quán và gõ nhẹ vào một cục gạch (3 dọc, 2 ngang, bên phải), lối đi bí mật dẫn tới Hẻm Xéo sẽ được mở ra.
Việc đi lại ở Hẻm Xéo còn có thể được thực hiện bởi những phương tiện pháp thuật khác nhau hoặc sử dụng mạng Floo. Hẻm Xéo rất rộng lớn.
Năm thứ 1, Harry được Hagrid dẫn tới đây lần đầu tiên để mua sắm dụng cụ học tập.
Đến mùa hè năm thứ 3, Harry đã trọ ở phòng số 11 của quán Cái Vạc Lủng, có dịp đi dạo và khám phá Hẻm Xéo. Tại đây có rất nhiều cửa tiệm với nhiều mặt hàng đa dạng, đủ thể loại.
Một số cửa tiệm trong Hẻm Xéo

### Quán Cái Vạc Lủng
Là một quán rượu và nhà nghỉ phù thủy, nằm trên một con đường Muggle là Charing Cross – Luân Đôn. Tuy nhiên, nó vô hình với dân Muggle.
Quán phục vụ thức ăn, nước uống và phòng cho thuê. Được xây dựng bởi Daisy Dodderidge (1467 – 1555) năm 1500, quán là cầu nối giữa thế giới Phi Pháp Thuật với Hẻm Xéo.
Ông chủ quán hiện tại là Tom – một phù thủy hói với hàm răng đã rụng hết. Tầng trệt của quán có một quầy rượu, vài phòng khách riêng và một nhà ăn rộng. Những tầng cao hơn có nhiều phòng để trọ.
Mùa hè năm thứ 3, Harry đã trọ ở quán Cái vạc lủng, phòng số 11, căn phòng có cửa sổ đón nắng và một tấm gương trên tường biết nói chuyện; cậu có thể nghe tiếng xe cộ từ đường Charing Cross phía sau và tiếng Hẻm Xéo ở phía dưới.
Rowling đã tiết lộ rằng Hannah Abbott sẽ trở thành bà chủ của quán Cái Vạc Lủng và sống ở tầng trên với chồng cô là Neville Longbottom – giáo sư Thảo Dược Học của trường Hogwarts.

### Quán Cái Vạc Potage
Đây là cửa tiệm rất gần với lối vào Hẻm Xéo (sau khi đã bước qua quán Cái Vạc Lủng). Ở ngoài có treo một cái biển quảng cáo:
"Những cái vạc – đủ cỡ – bằng đồng có, bằng thau có, bằng thiếc có, bằng bạc cũng có. Một nhãn hiệu treo bên trên đống vạc cho biết: Tự khuấy – Xếp gọn được". Hogwarts yêu cầu học sinh của trường phải có một cái vạc bằng thiếc, cỡ số 2.

### Tiệm Nhà Bào Chế
Đây là nơi chuyên bán thuốc độc và thành phần độc dược. Dù có một thứ mùi rất khủng khiếp của hỗn hợp trứng thối và cải nhũn, nhưng tiệm vẫn rất "thu hút". Bên trong, các thùng đựng nguyên vật liệu chất đầy trên sàn; những hũ dược thảo, các thứ rễ khô, và những bao bột sáng để dựa sát tường. Những bó da, những xâu mồi lửa, những móng vuốt co quắp thòng từ trên trần xuống.
Sừng Bạch kì mã được bán với giá hai mươi mốt Galleon một cái, và những con mắt bọ cam đen nhánh, nhỏ ti tí là năm Knut một chung.

### Sở cú Eeylops
Nơi đây bán các loại cú và những vật dụng cần thiết cho cú. Bên trong tiệm thì tối đen và đầy âm thanh của tiếng cú rít. Có rất nhiều loại cú được bán: cú vàng hung, cú nâu, cú tuyết. Bác Hagrid đã mua cho Harry một con cú tuyết (con cú có tên là Hedwig).

### Văn phòng Nhật báo Tiên tri
Đây là văn phòng của báo chí phù thủy. Thư đến ban biên tập nên gửi bằng cú đến Nhật báo Tiên tri, Hẻm Xéo, Luân Đôn. Có hai loại báo là: Tiên tri Buổi tối và Tiên tri Chủ nhật (Evening Prophet & Sunday Prophet).

### Tiệm kem Florean Fortescue
Được thành lập và quản lí bởi Florean Fortescue – một phù thủy thông minh và thân thiện. Tiệm bán các loại kem (bao gồm cả kem trái cây). Bản dịch của Lý Lan trong chương 4, Harry Potter và Tên tù nhân ngục Azkaban về tiệm kem như sau: 
"Bây giờ Harry không cần phải làm bài tập trong ánh đèn pin giấu dưới cái chăn trùm qua đầu nữa. Giờ thì nó có thể ngồi trong ánh nắng rạng rỡ ấm áp ngoài sân của tiệm kem Florean Fortescue mà làm hết bài tập của nó, đôi khi còn được chính Florean Fortescue mách nước cho nữa chứ. Ngoài chuyện biết rất nhiều về việc hỏa táng các phù thủy thời Trung Cổ, Florean Fortescue còn hào hiệp, cứ nửa giờ lại tặng Harry một ly kem trái cây."
Trong phần 6 của bộ truyện, tiệm kem bị niêm phong và Florean Fortescue mất tích. J.K Rowling khẳng định sự thật là Florean Fortescue đã bị ám sát.

### Tiệm sách Thêm và bớt
Tiệm bán đa dạng các thể loại sách pháp thuật, bao gồm sách giáo khoa cho các môn học ở Hogwarts và các loại sách nghiên cứu pháp thuật khác.
Ở phía sau tiệm có một góc dành riêng cho lĩnh vực tiên tri, bói toán, gồm một cái bàn nhỏ, trên đó chất chồng các tựa sách như: Dự đoán những điều không lường trước (Predicting the Unpredictable), Cách ly bản thân với những trái bóng gây va chạm mạnh và dễ vỡ (Insulate Yourself against Shocks and Broken Balls), Khi đồ vật trở nên tồi tệ (When Fortunes Turn Foul). Một cái bàn khác thì trưng bày quyển sách Báo tử - Những việc cần làm khi bạn biết những điều xấu xa đang đến (Death Omens: What to Do When You Know the Worst is Coming).
Trong tập 2 của bộ truyện, Gilderoy Lockhart đã kí tặng cho fan hâm mộ (đa số là phụ nữ trung niên) cuốn sách mới của ông "Cái tôi nhiệm màu" tại cửa tiệm.
Đây cũng là nơi mà Lucius Malfoy đã cố tình tráo đổi quyển nhật kí của Tom Riddle vào quyển sách Biến hình cũ của Ginny Weasley.
Trong Harry Potter và Tên tù nhân ngục Azkaban, tiệm bán hàng trăm quyển Quái thư về Quái vật (The Monster Book of Monsters), Ẩn Thư về Tàng hình (The Invisible Book of Invisibility). Đó là những cuốn sách lạ, dữ tợn và gây ra khá nhiều phiền phức.

### Tiệm Trang phục cho Mọi dịp của Phu nhân Malkin
Tiệm Trang phục cho Mọi dịp của Phu nhân Malkin là một cửa hàng quần áo gần với tiệm sách Phú Quý và Cơ Hàn. Nơi đây bán các loại quần áo khác nhau (bao gồm những bộ áo chùng đồng phục học sinh Hogwarts và các loại váy chùng…).
Phu nhân Malkin là một phù thủy mập, lùn, cười toe toét, mặc bộ đồ màu hoa cà (theo kí tự tiếng Anh cổ, "Malkin" có nghĩa là một phụ nữ già khó tính). Những phụ tá của bà sẽ may áo chùng và trưng bày tại cửa hàng.
Harry đã có 2 cuộc gặp gỡ với Draco Malfoy ở cửa hàng của Phu nhân Malkin. Trong lần gặp đầu tiên, Harry đã rất bối rối với những câu hỏi của Draco vì lúc này cậu chưa quen nhiều với thế giới Pháp thuật. Lần gặp gỡ thứ hai xảy ra trước khi năm học thứ 6 bắt đầu. Cuộc gặp gỡ này cũng chẳng vui vẻ hơn khi Draco và mẹ cậu tỏ ra khinh miệt Hermione vì cô là phù thủy gốc Muggle.

### Tiệm đũa phép của ông Ollivander
Đây là một tiệm bán đũa phép tốt tuy nó nhỏ hẹp, tồi tàn và dơ. Trên cánh cửa ở ngoài tiệm có một dòng chữ quảng cáo bằng vàng đã bị tróc ra: "Nhà sản xuất đũa uy tín từ năm 382 trước Công nguyên". Từ Hẻm Xéo nhìn vào cửa sổ bám đầy bụi chỉ thấy một cây đũa phép đặt trên chiếc gối màu tím bạc màu. Bên trong tiệm có hàng ngàn cái hộp nhỏ và được chất gọn gàng từ sàn nhà lên tới trần. Tiệm chỉ có một cái ghế mảnh khảnh cho khách ngồi nhưng đã bị gãy khi Hagrid ngồi lên nó.
Ông Ollivander, một phù thủy mắt mờ, tóc trắng đã chế tạo và buôn bán đũa phép cho rất nhiều pháp sư và phù thủy khi họ nhập học hoặc khi họ làm gãy những cây đũa phép cũ. Ông nhớ từng cây đũa phép mà ông bán. Để có được những cây đũa phép phù hợp với khách hàng, ông đã đo đạc cẩn thận và thử phản ứng khác nhau của cây đũa với chủ nhân. Đây là một quy trình mà ông luôn đề cập: "Đũa phép chọn phù thủy". 
Ông chỉ dùng lông Phượng hoàng, lông Bạch kì mã và gân Rồng để làm lõi cho những cây đũa phép của mình. 
Trong Harry Potter và Hòn đá phù thủy, Harry đã thử nhiều đũa phép trước khi chọn được một cây thích hợp với năng lực pháp thuật của cậu. Đó là cây đũa phép dài 11 inch, làm từ gỗ cây nhựa ruồi và lõi là lông Phượng hoàng. Cây đũa phép của Ron được làm từ lông Bạch kì mã và gỗ cây liễu, dài 14 inch. Cây của Hermione làm từ sợi tim rồng và gỗ cây nho, 12.5 inch. Chính vì vậy, lõi của cả ba cây đã liên kết lại với nhau.
Cây đũa phép của Harry và Voldemort đều có lõi được làm từ lông con phượng hoàng Fawkes của Dumbledore.
Tiệm đã đóng cửa khi ông Ollivander bị Voldemort bắt cóc vào ngày 31-7-1996. Hắn muốn khám phá những liên kết giữa cây đũa của mình với cây của Harry và toan chiếm đoạt cây Đũa Phép Cơm Nguội.
Một trong những khách hàng cuối cùng của Ollivander là Neville Longbottom, cậu mua một cây đũa phép làm từ gỗ cây anh đào và lông Bạch kì mã.
Trong Harry Potter và Bảo bối Tử thần, ông Ollivander bị bắt giam tại nhà Lucius Malfoy với Luna Lovegood. Sau đó Dobby đã giúp cả hai trốn thoát.
Sau cuộc chiến cuối cùng với Voldemort, cửa tiệm của ông đã được mở trở lại.

### Tiệm Cầm thú Huyền bí
Đây là nơi bán những sinh vật huyền bí, ngoài ra tiệm còn tư vấn cho khách hàng cách chăm sóc sức khỏe cho các thú nuôi. Tiệm rất chật chội, ồn ào và bốc mùi, những cái lồng được chất ở khắp mọi nơi.
Các sinh vật huyền bí được bán trong tiệm gồm:
+ Những con cóc tía khổng lồ
+ Một con cua lửa       
+ Những con rùa có cái mai cẩn ngọc quý chiếu sáng lấp lánh
+ Mấy con ốc sên màu cam có độc
+ Một con thỏ trắng mập cứ biến thành cái nón
+ Những con mèo đủ màu sắc
+ Bầy quạ bị nhốt trong lồng kêu inh ỏi
+ Những con chuột đen béo tốt đang làm trò với chính cái đuôi của chúng   
Trong tập 3, khi Harry, Ron và Hermione đến tiệm, một phù thủy đeo một cặp kính nặng trịch đã giúp họ. Ron mua thuốc Bổ Chuột cho con Scabbers trong khi Hermione mua cho cô bé một con mèo – Crookshanks. Rõ ràng là Crookshanks đã ở trong tiệm khá lâu vì không ai muốn mua nó và nó thường gây ra sự náo loạn trong tiệm.

### Tiệm cung cấp trang thiết bị Quidditch chất lượng cao
Đây là nơi bán những cán chổi và dụng cụ chơi Quidditch. Những mặt hàng nổi tiếng thường được trưng bày trong tủ kính để thu hút các phù thủy trẻ. Họ có thể đứng trước cửa tiệm thật lâu trầm trồ và chiêm ngưỡng các sản phẩm. Cây chổi thần Nimbus 2000 và cây Tia chớp là 2 sản phẩm rất được yêu thích. Mùa hè năm học thứ 3, Harry đã thường xuyên lui tới tiệm để chiêm ngưỡng nhãn hiệu mới của cây chổi thần Tia chớp tốc độ cao.

### Tiệm Giỡn Gambol & Japes
Đây là  một cửa tiệm ở Hẻm Xéo thu hút sự chú ý của hai anh em sinh đôi Fred và George nhiều nhất. Tiệm bán đa dạng các mặt hàng với các loại mánh phù thủy và các vật dụng giỡn khác nhau như những cái pháo bông Không Phỏng Tay – Chỉ nổ khi Ngòi ướt...

### Tiệm Junk
Tiệm bán đồ đồng nát, đầy những cây đũa phép gãy, những cái cân đồng lệch cán, và những cái áo trùm cũ dính đầy vết độc dược. Tại đây, Percy đã vùi đầu vào đọc một quyển sách nhỏ cực kì chán ngắt là cuốn Những Huynh trưởng đạt tới quyền lực.

### Tiệm Giỡn Phù thủy nhà Weasley
Là một tiệm Giỡn do 2 anh em sinh đôi Fred và George Weasley thành lập vào năm 1994.
Tiệm chính thức khai trương tại số 93 – Hẻm Xéo vào mùa hè năm 1995. Được xây dựng trên số vốn là 1000 Galleons tiền thắng cuộc thi Tam Pháp Thuật của Harry Potter (vì vậy Harry trở thành khách hàng danh dự của tiệm).Họ đã tặng Harry một voucher để mua những đồ có trong tiệm suốt đời.
Tiệm chuyên cung cấp các sản phẩm giỡn như đũa phép giỡn, các loại kẹo, viết lông ngỗng, tình dược...
Tiệm còn bán các dụng cụ phòng chống Nghệ thuật Hắc ám như nón bảo hộ, mặt nạ, găng tay...
Nhân viên của tiệm mặc những bộ đồng phục màu đỏ thẫm.
Sau sự hy sinh của Fred trong trận chiến Hogwarts, Ron đã đến giúp đỡ George sau khi nghỉ việc Thần Sáng.

### Ngân hàng phù thủy Gringotts
Gringotts được điều hành bởi yêu tinh, là một tòa nhà bằng cẩm thạch trắng như tuyết và cao hơn tất cả các cửa tiệm lân cận. Nó nằm gần chỗ giao nhau giữa Hẻm Xéo và Hẻm Knockturn (nơi các phù thủy có thể tìm mọi thứ liên quan đến nghệ thuật hắc ám).
Khách hàng phải băng qua một cánh cửa bằng đồng bệ vệ rồi 2 cánh cửa bằng vàng có khắc những dòng chữ: 
"Khách lạ, mời vào, nhưng chú ý:
Hễ tham thì thâm.
Những ai hưởng mà không hiến
Đến phiên thì trả gấp nhiều lần vay.
Vậy cho nên nếu khám phá được.
Dưới sàn, kho tàng không phải của mình.
Thì, quân trộm cắp, hãy coi chừng.
Cái mi lãnh đủ không phải kho tàng đâu."
(Lý Lan dịch, chương 5 Hẻm Xéo, Harry Potter và Hòn đá Phù thủy)
mới đến được một hàng lang dài. Sảnh chính được lát bằng đá cẩm thạch rất uy nghi.
Các phù thủy và pháp sư giữ tiền và của cải của họ trong những cái hầm được bảo vệ rất nghiêm ngặt, chặt chẽ. Đường dẫn vào hầm là một lối đi hẹp được những bó đuốc chập chờn soi sáng. Những cái hầm nằm sâu trăm dặm trong lòng Luân Đôn. Phương tiện di chuyển đến đấy là những chiếc xe cút kít tự hành với tốc độ cao.
Gringotts còn có dịch vụ trao đổi tiền tệ giữa thế giới Muggle và Phù thủy.
Khi Harry lần đầu tiên đến Gringotts, Hagrid đã nói với cậu: "Như ta đã nói đó, chỉ có điên rồ mới toan tính chuyện cướp Gringotts". Bọn yêu tinh rất tham lam, sẽ bảo vệ tiền bạc và những vật có giá trị với bất cứ giá nào. Và cũng theo lời của bác Hagrid "Ngoài Hogwarts, Gringotts là nơi an toàn nhất thế giới để kí gửi tiền bạc, của cải."
Ngân hàng có những con rồng canh giữ kho bạc. Có nhiều cách để mở cửa hầm, nhiều hầm, như hầm của Harry, mở bằng những chìa khóa nhỏ bằng vàng. Những hầm tuyệt mật thì được ếm bằng nhiều bùa chú khác nhau trên cửa (như hầm 713). Nếu bất kì ai ngoài những con yêu tinh Gringotts chạm vào cửa, người đó sẽ bị hút vào hầm và bị bắt vì cướp ngân hàng.
Hầm 713 là một căn hầm nhỏ, bám đầy bụi, bên trong có Hòn đá phù thủy. Cụ Dumbledore đã nhờ bác Hagrid lấy nó ra khi bác hộ tống Harry vào ngân hàng. Sau đó, trong cùng một ngày, Giáo sư Quirrell đã đột nhập vào hầm theo yêu cầu của Voldemort. Dù ông không thành công trong việc chiếm đoạt hòn đá nhưng việc đó đã gây chấn động cả thế giới phù thủy bởi lẽ từ trước đến nay chưa từng xảy ra việc cướp Gringotts. Tuy nhiên, Quirrell đã không bị bắt.
Trong Harry Potter và Tên tù nhân ngục Azkaban, chương 22 Lại Hộp Thư Cú, Sirius Black đã nhờ Crookshanks, chú mèo của Hermione, lấy phiếu đặt hàng từ bưu điện Cú để thanh toán tiền bằng vàng lấy từ kho bạc Gringotts số 711 trương mục của ông để mua cây chổi thần Tia chớp cho Harry.
Trong Harry Potter và Bảo bối Tử thần, chương 26 Gringotts, Harry, Ron, Hermione, với sự hỗ trợ miễn cưỡng của con yêu tinh Griphook (bằng cách trao đổi thanh gươm Gryffindor), đã đột nhập vào hầm của Bellatrix Lestrange – nơi mà một Trường sinh linh giá của Voldemort được cất giấu (Chiếc cúp của Helga Hufflepuff). Sau khi lấy được nó, cả ba đã trốn thoát bằng cách trèo lên lưng một con rồng canh giữ hầm.
Đa số nhân viên của Gringotts là yêu tinh, tuy nhiên, vẫn có người làm việc tại đấy. Bill Weasley đã làm việc cho một chi nhánh của Gringotts ở Ai Cập, nhiệm vụ của anh là thu thập các loại đồ tạo tác từ những ngôi mộ và Kim tự tháp Ai Cập và  giải nguyền. Fleur Delacour sau khi tham gia cuộc thi Tam Pháp Thuật đã xin một việc làm thêm ở Gringotts để nâng cao kĩ năng tiếng Anh của mình.

### Quầy hàng rong
Cũng như nhiều nơi khác, Hẻm Xéo cũng có nhiều quầy hàng nhỏ bán rất nhiều thứ, bao gồm cả kẹo phép, bùa hộ mạng và những thứ khác được dùng để chống lại người sói... Những quầy hàng này buôn bán phạm pháp. Trong tập 6, nhiều phù thủy và pháp sư đã lợi dụng sự trở lại của Voldemort để mua bán các đồ vật hắc ám. Ông Arthur Weasley là người giữ nhiệm vụ truy bắt những tên chủ của các quầy hàng này.

## Địa điểm khác

### Số 12 quảng trường Grimmauld
Là dinh thự của dòng họ Black, được truyền từ tổ tiên của dòng họ. Tọa lạc ở London, trong một khu phố của dân Muggle và được bảo vệ bởi Bùa Trung tín. Căn nhà không thể nhìn thấy bởi Muggle cho nên đã từ rất lâu người dân ở đây đã chấp nhận sự nhầm lẫn trong việc đánh số nhà khi căn số 13 nối tiếp căn số 11, bỏ qua số 12.
Vào năm 1995, căn nhà trở thành căn cứ của Hội Phượng Hoàng khi được hiến tặng bởi Sirius Black, với Albus Dumbledore là người giữ bí mật. Sau khi cụ qua đời vào năm 1997, tất cả mọi người biết đến bí mật về địa điểm căn nhà đều trở thành người giữ bí mật.
Số 12 quảng trường Grimmauld từng là một ngôi nhà tao nhã được xây dựng bởi Muggle ở Luân Đôn. Sau đó, một thành viên của dòng họ Black đã sửa đổi căn nhà và thuyết phục người chủ cũ dời đi và sau đó niệm những thần chú lên nó.
Là người thừa kế cuối cùng của dòng họ Black, Sirius là chủ nhân của căn nhà sau khi bố mẹ mình qua đời. Trong suốt khoảng thời gian Sirius bị cầm tù ở ngục Azkaban, căn nhà bị bỏ trống. Năm 1993, Sirius tẩu thoát và sau đó hiến tặng căn nhà cho Hội Phượng Hoàng để dùng làm căn cứ vào năm 1995.
Sau khi Sirius Black qua đời bởi lời nguyền giết chóc của chị họ ông - Bellatrix Lestrange, căn nhà theo di chúc của Sirius Black được trao lại cho con trai đỡ đầu của ông là Harry thừa kế. Sau khi Snape công khai phản bội, căn nhà không được sử dụng làm căn cứ nữa. Tuy nhiên vào những buổi đầu tìm kiếm những Trường sinh linh giá, Harry, Ron và Hermione vẫn sử dụng căn nhà làm nơi ẩn nấp. Tại đây, họ bất ngờ khám phá được danh tính của R.A.B cái tên được kí trong cái mề đay giả mà Harry và cụ Dumbledore lấy được - là Regulus Arcturus Black, người em trai của Sirius Black. Với những tiết lộ của gia tinh Kreacher - quản gia của căn nhà, Harry đã lần ra được tung tích của Trường sinh linh giá là một mề đay của Slytherin. Tuy nhiên nó đã bị đánh cắp bởi Mundungus Fletcher và hối lộ cho Umbridge.
Vì là dinh thự của một trong những dòng họ phù thủy thuần chủng cao quý lâu đời, trong căn nhà có vô số của cải lâu đời và bị Mundungus Fletcher chôm chỉa. Trong phòng vẽ của căn nhà có cái thảm thêu in hình cây phả hệ của dòng họ Black. Bắt đầu từ những thế hệ ở thời trung đại và kết thúc bởi Sirius Black. Trên cây phả hệ này, những thành viên nào phản bội dòng họ đều bị đốt cháy khuôn mặt (như Andromeda Tonks hay Sirius Black).

### Sân ga 9¾
Đây là sân ga quen thuộc xuyên suốt 7 tập truyện. Khi đến sân ga này, chúng ta sẽ không nhìn thấy cửa mà chúng ta sẽ thấy một bức tường giữa hai sân ga 9 và 10 của dân Muggle. Nếu muốn đến đấy thì chúng ta sẽ đẩy hành lí xuyên qua tường. Khi ấy chúng ta sẽ đi xuyên bức tường và nhìn thấy sân ga và Tàu tốc hành Hogwarts.

### Phủ Malfoy
Đây là nhà ở của các thành viên trong gia đình Malfoy: Lucius, Draco, Narcissa, và sau đó là Bellatrix. Dobby cũng đã từng phục vụ trong căn nhà này trước khi tập 2 kết thúc. Đây cũng là nơi chứng kiến trận chiến giữa các Tử thần Thực tử và nhóm của Harry Potter trong tập cuối, trong trận chiến này, Dobby đã bị sát hại.

### Nhà tù Azkaban
Là nhà tù phù thủy duy nhất trên toàn nước Anh. Nó được canh giữ bởi các giám ngục Azkaban (Dementors) nên nhà tù lúc nào trông cũng u ám. Hầu hết các tù nhân bị bắt giam ở đây đều bị ảnh hưởng từ các giám ngục, họ sẽ trở nên tuyệt vọng và chết do những áp lực của Dementors để lại.  Sirius Black đã từng bị bắt giam tại đây mười hai năm , trước khi trốn thoát trong tập 3. Tính cách của những tù nhân sau khi chịu đựng của Dementors quá lâu là có một chút điên loạn. 
Nhà tù này đôi lúc cũng bắt đúng phù thủy phạm tội, đôi lúc cũng bị bắt sai. Điển hình nhất là Rubeus Hagrid và Sirius Black. Dưới sự cải tiến của Bộ trưởng Kingsley Shacklebolt, nhà tù đã không còn Giám ngục nữa.

### Bệnh viện Thánh Mungo (St Mungo's)
Là bệnh viện pháp thuật duy nhất được biết đến trong Harry Potter. Nhân viên làm việc tại đây không được gọi là bác sĩ, mà là Lương y, mặc trang phục xanh lá cây. Nó được thành lập bởi 1 phù thủy tên là Mungo Bonham. Nó được thành lập để chữa trị các chứng bệnh, chấn thương do phép thuật gây nên. Để vào được bệnh viện, không còn cách nào khác phải chui qua cửa sổ của một cửa hàng bách hoá bỏ hoang tên là Purge & Dowse Ltd. Bên trong bệnh viện rất sạch sẽ, gọn gàng khác hẳn vẻ bề ngoài. Bệnh viện Thánh Mungo có sáu tầng và có biểu tượng là một cây đũa thần với một khúc xương, bắt chéo nhau. Đây là nơi Arthur Weasley nằm điều trị sau khi bị Nagini tấn công. Bố mẹ của Neville Longbottom cũng phải vào đây điều trị vĩnh viễn sau khi bị Bellatrix cùng các tên Tử thần thực tử tấn công.

### Hẻm Knockturn
Là nơi mà dân Muggle và  hầu hết các phù thủy (đặc biệt là phù thủy vị thành niên) không được phép tới. Không giống Hẻm Xéo, các cửa hàng ở Hẻm Knockturn chuyên bán đồ vật Hắc ám, và là điểm đến ưa thích của các Tử thần Thực tử. Cửa hàng lớn nhất ở đây là Borgin & Burkes, cùng một số cửa hàng khác. Ở tập 2, Harry đã vô tình bị lạc tới đây sau khi nói sai từ "Hẻm Xéo" khi di chuyển bằng bột Floo, rất may sau đó cậu đã được bác Hagrid giải thoát.

### The Burrow (trang trại Hang Chồn)
Cạnh ngôi làng Ottery St. Catchpole của Devon.
Đây là nhà ở của các thành viên trong gia đình Weasley: vợ chồng Arthur Weasley và Molly (Prewett) Weasley cùng các con Bill, Charlie, Percy, anh em sinh đôi Fred và George, Ron và một em gái Ginny.